# Musikåret 1883

## Händelser
- 6 april – Ylioppilaskunnan Laulajat, Finlands äldsta finskspråkiga kör bildas.
- 22 oktober – Metropolitan Opera öppnar.

## Födda
- 1 januari – Tage Almqvist, svensk operettsångare och skådespelare.
- 13 mars – Enrico Toselli, italiensk pianist och tonsättare.
- 25 juli – Alfredo Casella, italiensk tonsättare.
- 31 oktober – Hilma Barcklind, svensk operasångerska.
- 8 november – Arnold Bax, engelsk tonsättare.
- 3 december – Anton Webern, österrikisk tonsättare.
- 17 december – Anders Hellquist, svensk skådespelare, direktör och vissångare.

## Avlidna
- 22 maj – Richard Wagner, 69, tysk tonsättare, dirigent och författare.